# Hans Hoets
Pieter Johannes Hoets (Den Haag, 24 april 1921 – Stamford, Verenigde Staten, 28 augustus 2014) was een Nederlands Engelandvaarder, actief lid van het verzet. Hij emigreerde na de oorlog naar de VS, waar hij hoofdjurist werd bij The Coca-Cola Company en later advocaat bij Reid & Priest, een groot advocatenkantoor in New York, opgericht in 1935 met 160 advocaten en een vestiging in Washington. Hij was auteur van vijf historische boeken, waaronder De Yale Connection. De jacht op de Marcos-miljarden en het Zwitsers bankgeheim.

## Oorlogsjaren

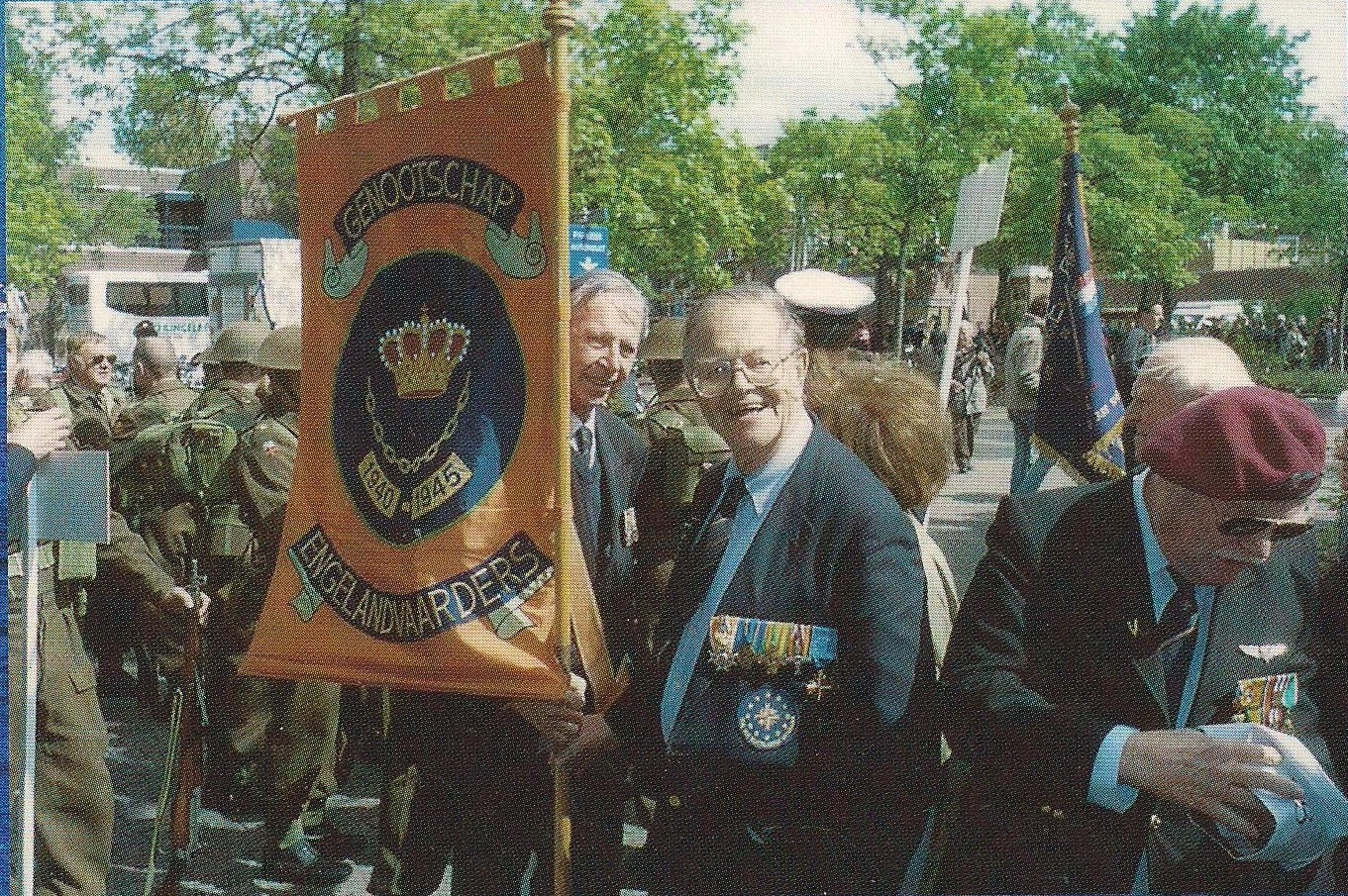
Hans Hoets in 2005 bij het Bevrijdingsdefilé Wageningen

Hoets was 19 jaar toen de Duitse strijdkrachten op 10 mei 1940 Nederland binnenvielen. Hij was toen scholier en zat in de zesde klas gymnasium van het Nederlandsch Lyceum te Den Haag. Op 15 juni 1940, de dag dat Parijs in handen van de Duitsers viel, verstoorde hij een militaire parade in Den Haag door er met schoolvriend Berend de Groot op de fiets doorheen te rijden. Beiden werden gearresteerd maar twee dagen later weer vrijgelaten. Op 19 juli 1940 deed Hoets een poging om met Berend de Groot, Frits Ruimschotel en Frans Borgman Brouwer in een jacht vanuit Scheveningen naar Engeland over te steken maar het mislukte; ze kwamen niet verder dan de uitgang van de haven. Hierna begon Hoets zijn rechtenstudie aan de Leidse Universiteit, waar hij op de studentensociëteit Minerva ouderejaars Erik Hazelhoff Roelfzema en Pierre Louis d'Aulnis de Bourouill ontmoette.
Hoets kreeg begin september 1940 van de luitenant van de Bereden Artillerie Adriën Moonen de vraag of hij zich als spion in zou willen zetten voor de inlichtingendienst van een van de eerste Nederlandse verzetsgroepen, de Ordedienst (OD). Nadat Moonen aan het begin van 1942 werd gearresteerd, besloot Hoets onder te duiken in Leiden. In het voorjaar van 1942 deed hij een tweede poging om per boot naar Engeland te gaan, maar ook deze mislukte. Uiteindelijk monsterde hij in 1943 met een illegaal verkregen monsterboekje aan op vrachtschip de Eem en voer naar Zweden, waar hij het schip verliet. In Stockholm werd Hoets, na zich als oorlogsvrijwilliger te hebben gemeld, aangesteld bij de afdeling inlichtingen van het Nederlands gezantschap. Hij verzamelde daar informatie ten behoeve van geallieerde organisaties en het Nederlandse Bureau Bijzondere Opdrachten, dat gevestigd was te Londen.
Na zijn overtocht naar Engeland werd Hoets op 28 november 1944 door koningin Wilhelmina ontvangen in Netherlands House. In Londen werkte hij voor Bureau Inlichtingen. Inmiddels was hij als dienstplichtige ingelijfd bij het Indische leger (KNIL). Hoets verwachtte naar Australië te worden gestuurd, maar op 23 december 1944 werd hij benoemd tot hoofd van de Politieke Inlichtingen- en Veiligheidsdienst van het ministerie van Koloniën en vervolgens Tijdelijk Reserve 2e Luitenant van Speciale Diensten van het Koninklijk Nederlandsch-Indische Leger en kreeg daardoor de verantwoordelijkheid voor het uitzenden van personeel van het N.I.C.A., het KNIL en de Gezagsbataljons.

## Na de oorlog
Na de oorlog voltooide Hoets zijn rechtenstudie in Leiden, waarna hij een studiebeurs verkreeg van de Yale Law School in de Verenigde Staten. Hier behaalde hij in 1949 een Master of Laws degree. Na onder andere referendaris bij het ministerie van Buitenlandse Zaken geweest te zijn en als leraar gewerkt te hebben bij de University School of Cleveland begon hij als jurist bij Coca Cola. Hij werd uiteindelijk directeur van het bedrijf in Zweden. Nadat hij op 62-jarige leeftijd zijn carrière daar beëindigde bleef hij actief, onder meer als leider van een team dat in opdracht van de Filipijnse Aquino-regering, een groot gedeelte van de verdwenen gelden van de Filipijnse dictator F. Marcos opspeurde en terugbezorgde aan het Filipijnse volk. Hij beschreef dit in zijn boek De Yale Connection (2000).

## Onderscheidingen

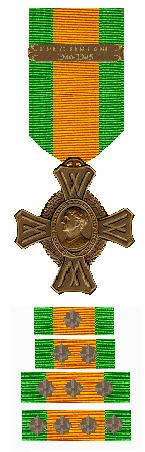
Oorlogsherinneringskruis
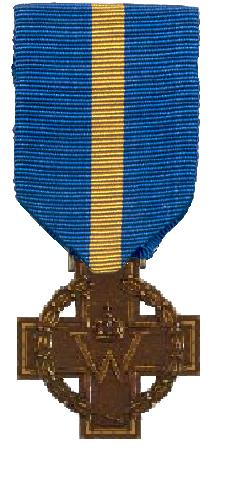
Kruis van Verdienste
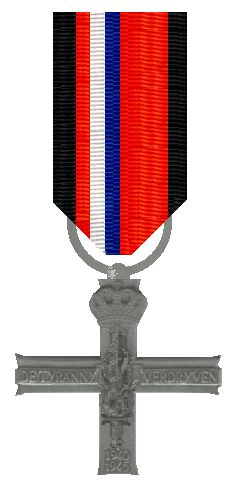
Verzetsherdenkingskruis
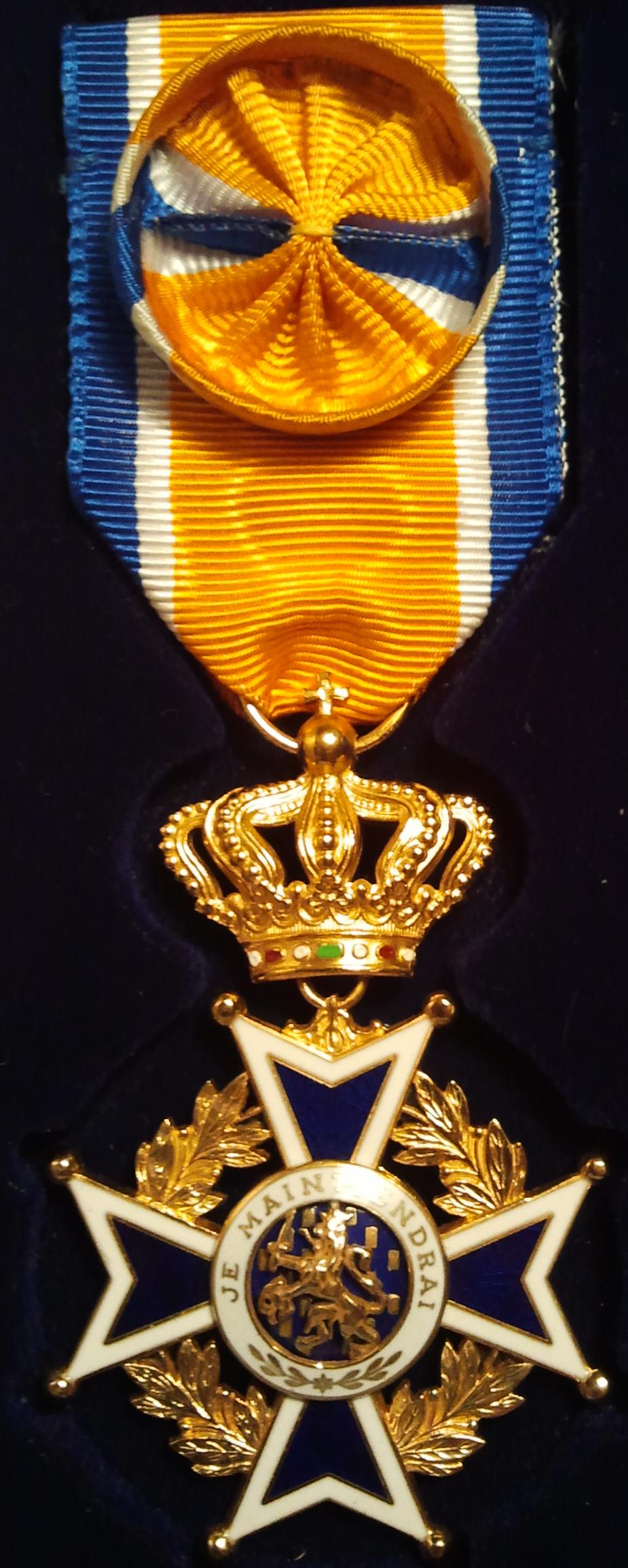
Officier inde Orde van Oranje-Nassau